# Hideaki Tominaga
Hideaki Tominaga (富永 英明 Tominaga Hideaki?, nacido el 27 de agosto de 1976 en Fukui) es un exfutbolista japonés. Jugaba de delantero y su último club fue el Blaublitz Akita de Japón.

## Trayectoria

### Clubes
| Club                 | País  | Año         |
| -------------------- | ----- | ----------- |
| Nagoya Grampus Eight | Japón | 1999 - 2003 |
| Sagan Tosu           | Japón | 2001        |
| Shonan Bellmare      | Japón | 2002        |
| Ventforet Kofu       | Japón | 2004        |
| Yokohama FC          | Japón | 2005 - 2006 |
| Blaublitz Akita      | Japón | 2007 - 2010 |

## Palmarés

### Títulos nacionales
| Título             | Club                 | País  | Año  |
| ------------------ | -------------------- | ----- | ---- |
| Copa del Emperador | Nagoya Grampus Eight | Japón | 1999 |
| J2 League          | Yokohama FC          | Japón | 2006 |